# William Gouge

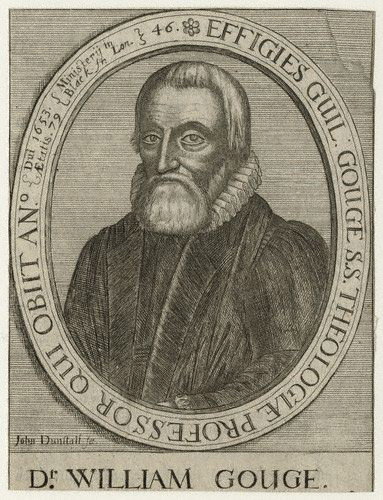
William Gouge, gravura de 1654 de John Dunstall.

William Gouge (1575 – 1653) foi um pastor e escritor puritano inglês. Ele foi ministro e pregador na Igreja de Sant'Ana, em Blackfriars, durante 45 anos (a partir de 1608), e membro da Assembleia de Westminster desde 1643.

## Vida
Ele nasceu em Stratford-le-Bow, no condado de Middlesex, e fora batizado em 6 de novembro de 1575. Iniciou seus estudos em Felsted, St. Paul's School, Eton College e King's College, na Universidade de Cambridge . Bacharelou-se em 1598 e concluiu o mestrado em 1601.
Antes de mudar-se para Londres, veio a ser membro e conferencista em Cambridge, onde quase causou alvoroço em razão de sua defesa do Ramismo, em vez dos métodos tradicionais de Aristóteles (essa história sobre Gouge, que lecionou lógica, está relatada em Logic and Rhetoric in England 1500-1700 (1956), de Wilbur Samuel Howell, como um relato de Samuel Clarke, todavia, não é datada de forma confiável).
Na Blackfriars, iniciou como assistente de Stephen Egerton (1554 - 1622), assumindo como conferencista.
Gouge propôs um esquema dispensacional inicial. Interessou-se por Calling of the Jewish, de Sir Henry Finch, e publicou-o em seu próprio nome, o que ensejou sua prisão, em em 1621, pelo fato de a publicação haver desagradado o Rei Jaime I da Inglaterra.
Já com quase 70 anos, ele comparecia regularmente à Assembleia de Westminster e fora nomeado presidente em 1644 do comité criado com o objetivo de redigir a Confissão de Westminster. Participaram desse comitê os seguintes:John Arrowsmith, Cornelius Burges, Jeremiah Burroughs, Thomas Gataker, Thomas Goodwin, Joshua Hoyle, Thomas Temple e Richard Vines. Foi nomeado assessor em 26 de novembro de 1647. Ele foi nomeado prolocutor da Assembleia Provincial de Londres em 3 de maio de 1647.

## Dos deveres domésticose da família

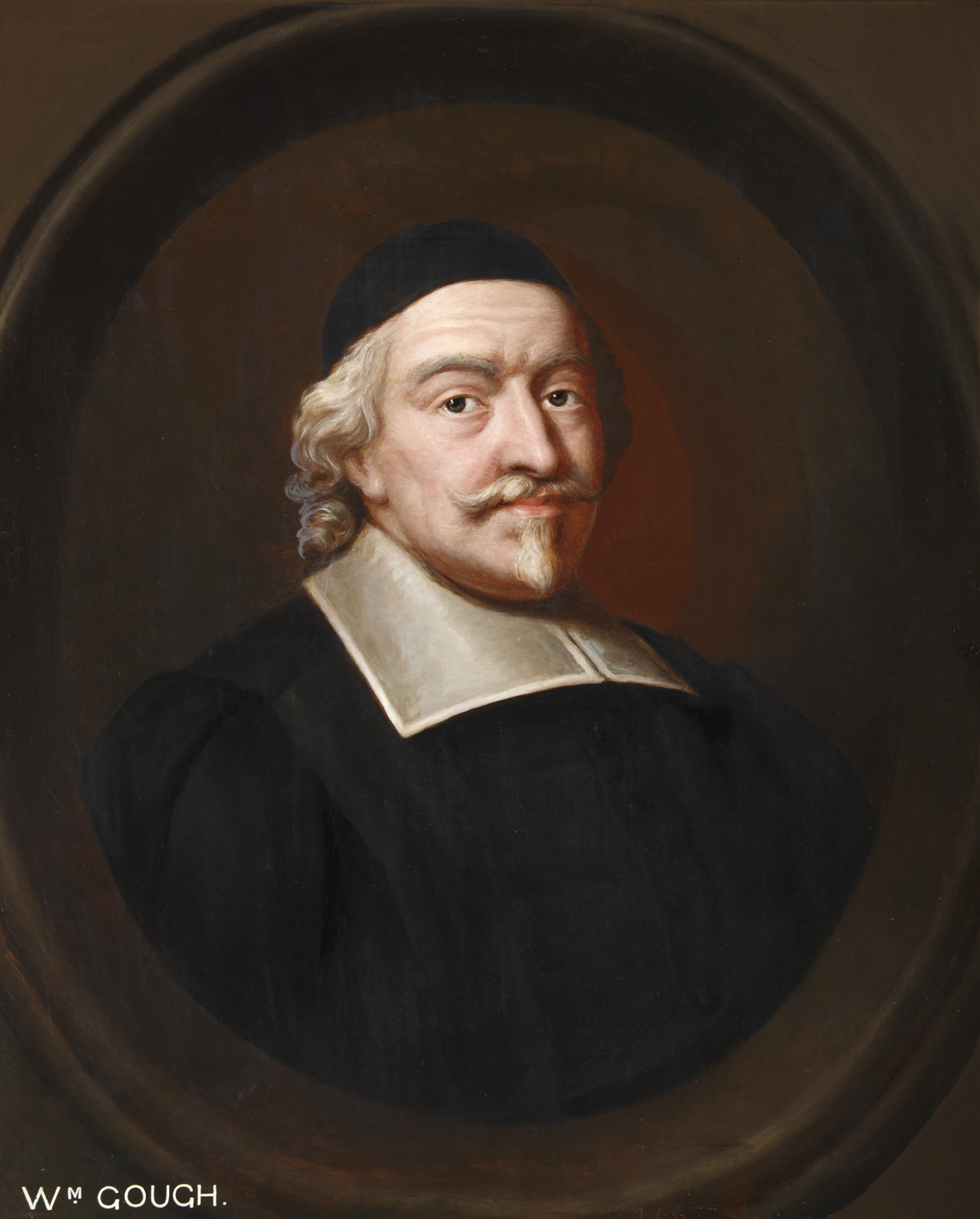
William Gouge

Dos deveres domésticos (1622) foi um texto popular e completo de sua época que discutia a vida familiar. Gouge argumentou que a esposa, embora acima dos filhos, encontra-se hierarquicamente abaixo do marido e a figura paterna “é um rei em sua própria casa”, e foi um importante livro de conduta de sua época, chegando a edições posteriores. Ele considerava o adultério igualmente ruim para ambos os sexos e encorajava casamentos baseados no amor, isto é, não encorajava o chamado "casamento arranjado".
O próprio Gouge fora pai de 13 filhos. Sua esposa Elizabeth Calton, morreu logo após o nascimento do último dos filhos. Eles casaram-se no início do século XVII, na verdade por acordo, quando Gouge foi pressionado por sua família. Elizabeth fora criada pela esposa de um pastor John Huckle, do condado de Essex, e foi elogiada após sua morte.

## Outros escritos
De acordo com Ann Thompson, The Whole Armor of God (1616) ilustra a mudança da "fé transcendente" para a "fé imanente", de William Perkins e de  Samuel Ward, numa geração seguinte de escritores puritanos.
Em As Três Flechas de Deus: Peste, Fome, Espada (1625-1631), Gouge mencionara a ideia de que a peste encontra vítimas nas pessoas mais pobres, porque são mais facilmente poupadas. Não devem ser autorizados a fugir das zonas afetadas, nem os magistrados e os idosos; mas outros podem fazê-lo adequadamente. No mesmo entendimento de outros teólogos protestantes de sua época, ele apoiou a ideia da guerra santa.
Seu gigantesco Comentário sobre toda a Epístola aos Hebreus surgiu em 1655, dividido em três volumes e repleto de detalhes e esboços de sermões. Fora impresso por seu primogênito, o Rev. Thomas Gouge (1605 - 1681), e foi reimpresso, quase duzentos anos depois, por James Nichol de Edimburgo, em 1866.

## Obras
- Toda a armadura de Deus (1616)
- Dos deveres domésticos (1622)
- Um Guia para Ir a Deus: ou, uma Explicação do Padrão Perfeito de Oração, a oração do Pai Nosso. (1626)
- Sermão da dignidade da chiualrie (1626) para a Companhia de Artilharia de Londres
- Um Breve Catecismo (1635)
- Uma recuperação da apostasia (1639)
- A Santificação do Sábado (1641)
- Sermão rápido do Apoio do Santo (1642) no Parlamento
- O Progresso da Divina Providência (1645)
- Comentário sobre toda a Epístola aos Hebreus (1655)

## Família
Dentre seus tios, cinco foram notáveis teólogos e pregadores puritanos, quais sejam: Laurence Chaderton e William Whitaker, que se casaram com suas tias maternas, enquanto Nathaniel, Samuel e Ezekiel Culverwell eram seus tios maternos, irmãos de sua mãe. Sua prima, Mary Culverwell, casou-se com Ezekiel Cheever. Seu filho mais notável fora o pregador puritano Thomas Gouge.